# Pedro José Segura
Pedro José Segura (San Fernando del Valle de Catamarca, 16 de mayo de 1793 - 1 de diciembre de 1874) fue un comerciante y político argentino que ejerció como gobernador de la provincia de Catamarca entre 1852 y 1854.
Miembro de una familia tradicional local, originada en el primer regidor de la ciudad de Catamarca en 1683, era hermano de los sacerdotes José Luis y Luis Gabriel Segura, que sería el primer obispo de la diócesis de Paraná.
Su primera actuación pública fue en el cabildo abierto que declaró la autonomía de la provincia, separándola de la República del Tucumán en agosto de 1821; también su hermano Samuel formó parte de la asamblea, y juntos se unieron al Partido Federal. Fue también miembro del congreso provincial que sancionó el Reglamento Constitucional de la nueva provincia, el 11 de julio de 1823.
Era pariente de José Cubas, líder de la rebelión provincial contra el régimen de Juan Manuel de Rosas, ejecutado tras su derrota en 1841. Dos de sus hermanos, militares que habían combatido contra Cubas, se opusieron a los excesos del gobierno de Santos Nieva y Castilla, por lo que éste los mandó a fusilar en 1845; ese fue el inicio de una serie de movimientos contra el gobernador, que terminaron con su derrocamiento al año siguiente. El jefe de la revolución, Juan Eusebio Balboa, llamó a elecciones en las que fue elegido gobernador Manuel Navarro, que nombró su ministro general de gobierno a Pedro Segura.
Fue gobernador delegado y, durante uno de sus períodos de delegación, tuvo lugar el fallecimiento en ejercicio del cargo del gobernador Navarro, en mayo de 1852. La Legislatura eligió para sucederlo a su ministro Segura. Este suceso alteró la actividad política, e impidió a Segura nombrar un delegado de su provincia para la firma del Acuerdo de San Nicolás, que inició el camino para la sanción de la Constitución nacional. Considerando que si se elegía un delegado catamarqueño, éste no llegaría a unirse al Acuerdo, nombró como su representante al gobernador entrerriano Justo José de Urquiza.
Su gobierno fue un ejemplo de paz continua, especialmente contrastante con la situación inestable de las provincias vecinas, y con la historia de Catamarca desde su fundación. La aceitada relación entre los líderes del Partido Federal —Segura, Octaviano Navarro y Samuel Molina— fue una garantía de estabilidad. Molina, además, era yerno de Segura.
Al finalizar su mandato, la Legislatura lo eligió senador nacional, pero Segura rechazó por tres veces su nombramiento. Durante su gobierno, Segura había insistido en la necesidad de sancionar una constitución provincial; la Convención correspondiente fue convocada por su sucesor Lascano, y en ella Segura fue vicepresidente 1° —el presidente fue fray Wenceslao Achával y el vicepresidente 2° fray Mamerto Esquiú; en el futuro, los dos serían nombrados obispos. El texto constitucional fue resultado de una combinación de las definiciones de la Constitución Nacional y de lo que se pudo conservar del Reglamento Constitucional de 1823, y fue en gran medida producto del trabajo de Segura y de los representantes eclesiásticos.
Alejado de la actividad política, permaneció en su ciudad natal hasta su fallecimiento, ocurrido en diciembre de 1874. Se había casado con Victoria Augier, y había enviudado en 1847; de este matrimonio tuvo al menos dos hijas, Primitiva y Victoria Segura. Luego había contraído nuevamente matrimonio con Luisa Mota Botello.